# Прато
Прато (итал. Prato) град је у средишњој Италији. Прато је највећи град и средиште истоименог округа Прато у оквиру италијанске покрајине Тоскана.
Прато је важно средиште италијанске текстилне индустрије, па је познат и као "Италијански Манчестер".

## Природне одлике
Град Прато налази се у средишњем делу Италије, на северу Тоскане. Град је смештен 20 km западно од Фиренце, седишта покрајине. Стога се Прато сматра и „највећим предграђем“ овог познатог града. Од престонице Рима град је удаљен 300 km северно.

### Рељеф
Прато се развио у јужном подгорини северног дела Апенина. Јужно од града пружа се равница уз реку Арно. Град се простире на висини од око 100 m.

### Клима
Клима у Прату је средоземна.

### Воде
Кроз Прато протичу мањи водотоци, који се јужно од града уливају у оближњи Арно.

## Историја
Област Прата је била насељена у доба праисторије и антике, али се насеље на месту данашњег града јавило тек у 10. веку. Насеље ускоро нараста и постаје средиште текстилних мануфактура и производње вуне и стиче велик степен самосталности. Међутим, од 15. века Прато је прикључен у Фирентинску републику и у том положају град остаје до 19. века. 1860. године град је прикључен новооснованој Краљевини Италији, где постаје важно индустријско средиште (текстилна индустрија). Ово је омогућило веома брз развој града крајем века и у следећем, 20. веку.

## Становништво
Према резултатима пописа становништва 2011. у општини је живело 185.456 становника.
| 1931.  | 1936.  | 1951.  | 1961.   | 1971.   | 1981.   | 1991.   | 2001.   | 2011.   |
| ------ | ------ | ------ | ------- | ------- | ------- | ------- | ------- | ------- |
| 61.498 | 64.362 | 77.631 | 111.285 | 143.232 | 160.220 | 165.707 | 172.499 | 185.456 |

Прато данас има преко 185.000 становника, махом Италијана. Прато је током протеклих 150 година имао веома брз демографски пораст за услове Италије - увећао се чак 6 пута. Током протеклих деценија у град се доселило много досељеника из иностранства, највише Кинеза.

## Привреда
Прато је познат као средиште развијеног пољопривредног краја, а у граду доминира текстилна и прехрамбена индустрија.

## Партнерски градови
- Нам Дињ
- Ванген им Алгој
- Рубе
- Чангџоу
- Венџоу
- Ebensee
- Сарајево
- Bir Lehlou
- Хараре
- Томашов Мазовјецки
- Albemarle County
- Вирџинија

## Галерија
- Царски замак
- Преторијанска палата
- Црква св. Марије деле Карћери
- Фонтана Пескаторело